# Икэда, Кэнтаро
Кэнтаро Икэда  (яп. 池田 健太郎 Икэда Кэнтаро, 19 мая 1929 года — 7 ноября 1979 года) — японский исследователь русской литературы, переводчик.

## Биография
Родился в префектуре Аити. Настоящее имя Ютака. Окончил факультет французской литературы Токийского университета и магистерскую программу сравнительного литературоведения и культурологии Токийского университета.
В университете Икэда учился у писателя Киёси Дзиндзая, который также был специалистом по русской литературе и переводчиком. После окончания магистратуры Икэда работал лектором в университете Риккё и доцентом в Токийском университете, но уволился в 1969 году из-за рабочего конфликта в университете.
В 1975 году он получил литературную премию Ёмиури за книгу «Биография Пушкина», а в 1979 году он получил поощрительную дебютную премию министерства культуры за комментарий к переводу «Чайки».
В ноябре того же года Икэда скоропостижно скончался. Ему было 50 лет.
После смерти Икэды Кэнтаро была учреждена премия его имени. Первым её лауреатом стал Гото Мэйсэй в 1982 году.

## Произведения
Литературная критика
- «Жизнь Чехова». Издательство «Тюокоронся» 1971
- «Биография Пушкина». Издательство «Тюокоронся» 1974
- «Комментарий к „Чайке“». Издательство «Тюокоронся» 1978
- «Творческая лаборатория Чехова». Издательство «Тюокоронся» 1980

Переводы русской литературы
- П. П. Бажов, «Каменный цветок», издательство «Кавадэ сёбо», 1953
- М. Л. Слоним «История советской литературы», совместный перевод с Дзиндзаем Киёси. Издательство «Синтёся» 1958 новое издание 1976 г.
- И. С. Тургенев «Стихотворения в прозе». Совместный перевод с Дзинзаем Киёси. Издательство «Иванами Бунко») 1958
- М. Л. Слоним «Три любви Достоевского». Издательство «Кадокава сётэн» 1959
- А. С. Пушкин «Онегин». Издательство «Иванами Бунко» 1962 (Переработанное издание 2006)
- Ф. М. Достоевский «Преступление и наказание». Издательство «Тюокоронся» (Серия «Всемирная литература» 16) 1963
- Ф. М. Достоевский «Братья Карамазовы». Издательство «Тюокоронся» (Серия «Всемирная литература» 17-18) 1966
- Ф. М. Достоевский «Дьявол». Издательство «Тюокоронся» (Серия «Новое собрание всемирной литературы» 15-16) 1969